# Ongeronde bijna-open voorklinker
De ongeronde bijna-open voorklinker is een klinker waarvan de articulatie de volgende kenmerken bezit:
- De klinker is bijna-open, hetgeen betekent dat de tong zich in nagenoeg dezelfde positie bevindt als bij de articulatie van een open klinker, alleen iets meer gespannen.
- Het is een voorklinker, wat betekent dat de tong zich zo ver mogelijk voor in de mond bevindt zonder contact te maken met de tandkassen of het verhemelte.
- Het is een ongeronde klinker.

In het Internationaal Fonetisch Alfabet wordt de ongeronde bijna-open voorklinker weergegeven als [æ] De klinker wordt meestal geschreven als de ligatuur Æ. Het overeenkomende X-SAMPA-symbool is {.

## Voorbeelden
- Engels: [æ]?: a
Voorbeeld: cat (kat) [kʰæt]?, rat (rat) [ɹæt]?
- Fins: [æ]?: ä
Voorbeeld: seinä (muur) [ˈseinæ]?
- Noors: [æ]?: æ
Voorbeeld: ærlig (eerlijk) [æːrli]?